# Dudo av Saint-Quentin
Dudo av Saint-Quentin, född i Vermandois cirka 960, död i Rouen Innan 1027, var en normandisk munk och kanik verksam runt år 1000 i klostret i Saint-Quentin, i nuvarande nordöstra Frankrike. Han är den äldsta historikern bland normanderna, och skrev boken kallad De moribus et actis primorum Normanniae ducum eller Historiae Normannorum om de första normandiska hertigarna. 
Utifrån Dudos skrivsätt verkar det som om han har fått sin högre utbildning i en karolingisk skola, antagligen Liège, då det enligt källorna inte verkar ha funnits någon högre utbildning i klostret vid Saint-Quentin.
Dudo skickades år 986 eller 987 av hertigen Albert av Vermandois till Rikard I av Normandie i Rouen för att be normanderna om hjälp mot frankernas kung Hugo Capet. Medlingen i det normandiska hovet lyckades, och kriget sköts upp ett år och utspelades vid Laon och inte Saint-Quentin
Efter att Rikard I hade avlidit blev Dudo Rikard II:s kaplan och skrev år 1011 ett privilegiebrev till Saint Ouen, på Jersey, i gammal karolingisk minuskel. År 1015 skrev han ytterligare ett privilegiebrev, och på det kallar han sig för Rikars II:s kansler, chef över hovets skrivare. Han hade vid den tiden fått två kyrkor vid kusten som gåvor av de två hertigarna han verkat under.
Någon gång efter år 1015 valdes Dudo till dekan i klostret i Saint-Quentin.

## Gesta Normannorum
Dudo var frekvent vid det normandiska hovet. Han säger själv att han ombads att skriva normandernas historia av Rikard I någon gång mellan år 994 och 996, men han övertalades först efter hertigens död av dennes son Rikard II att skriva den. Denna anekdot anses vara tveksam, då det är uppenbart kopierat från en annan skrivare vid ett kloster i området. Normanderna ville få sin historia nedtecknad för att förbättra sitt rykte, då Rikard I kallades för piratledare av exempelvis historikern Richer från Reims, eftersom hans farfar Rollo hade varit en "hednisk" viking som fått Normandie år 911. Dessutom fick Rikard I ofta stöd av vikingar som antagligen inte var kristna i sina strider för att behålla makten.
Boken (De moribus et actis primorum Normanniae ducum) slutfördes någon gång mellan år 1015 och år 1026. Eftersom han var tränad att bli poet skrev han historien som en hyllning av de normandiska hertigarna, och utifrån oralt traderade berättelser, vilket gör den relativt opålitlig för tidigare händelser, men den ger bra förstahandsinformation om hur det normandiska hovet utvecklades. Boken skrevs som prosimetrisk text och blev som en statussymbol för hertigarna vid dess publicering, där den även lyfter fram hertigarna som legetima kristna härskare.
Den var inte från början tänkt att vara en illustrerad krönika, anser några forskare, men man ser på de tomma sidorna i ett kodex bevarat från 1100-talet, och som är undersökt med modern teknik, de tänkta bilderna var placerade vid- dialoger eller tal, och ofta mitt i dessa som för att visa bilder på de viktiga karaktärerna. Utifrån det kan man tänka sig att man senare har velat illustrera krönikan för framtida läsare.
Boken räknas ofta som den tidigaste heltäckande historiografiska genomgången av medeltida Normandie och dess härskare, vilket gör den till en viktig källa vid studier av normandisk litteratur och kulturhistoria.